# Galepsus fumipennis
Galepsus fumipennis är en bönsyrseart som beskrevs av Max Beier 1954. Galepsus fumipennis ingår i släktet Galepsus och familjen Tarachodidae. Inga underarter finns listade i Catalogue of Life.